# 932. grenadirski polk (Wehrmacht)
932. grenadirski polk (izvirno nemško 932. Grenadier-Regiment; kratica 932. GR) je bil pehotni polk Heera v času druge svetovne vojne.

## Zgodovina
Polk je bil ustanovljen 15. septembra 1943 za potrebe 244. pehotne divizije. Uničen je bil avgusta 1944 v južni Franciji.